# Wilmar Ortigari
Wilmar Ortigari (* 7. August 1917 in Curitibanos; † 7. Juni 2005) war ein brasilianischer Politiker.
Ortigari wurde als Sohn des Fioravante Ortigari und der Antônia Tissian Ortigari geboren. Er war Präfekt der Gemeinde Curitibanos. Von 1971 bis 1979 gehörte er als Abgeordneter der Aliança Renovadora Nacional (ARENA) für zwei Wahlperioden der Assembleia Legislativa de Santa Catarina an.